# Hesserode (Felsberg)
Hesserode ist einer von 16 Stadtteilen der Stadt Felsberg im nordhessischen Schwalm-Eder-Kreis.

## Geographische Lage
Das Dorf liegt auf 288 m Höhe etwa 5 km südlich der Kernstadt in einer Senke auf einer leicht nach Nordosten abfallenden Hochebene im Norden des Naturraums Homberger Hochland (Naturraum Nr. 356.3) zwischen den bewaldeten Basaltkuppen Harler Berg (392 m) und dessen Ausläufern im Westen und Rammelskopf (343 m) mit seinem großen Basaltsteinbruch im Nordwesten und dem Buchholz (348 m) (mit der Wüstung Wickenrod) im Südosten. Von den umliegenden Hängen fließt Regen- und Schneeschmelzwasser in die Dorfniederung, die vom etwa 2 km langen Frasenbach nach Nordosten in die Rhünda und damit in die Schwalm entwässert wird.
Am südöstlichen Ortsrand liegt die ehemalige Wasserburg Hesserode, um 1300 erbaut, 1636 zerstört, 1665 wieder aufgebaut und zum Herrenhaus umgebaut.

## Geschichte

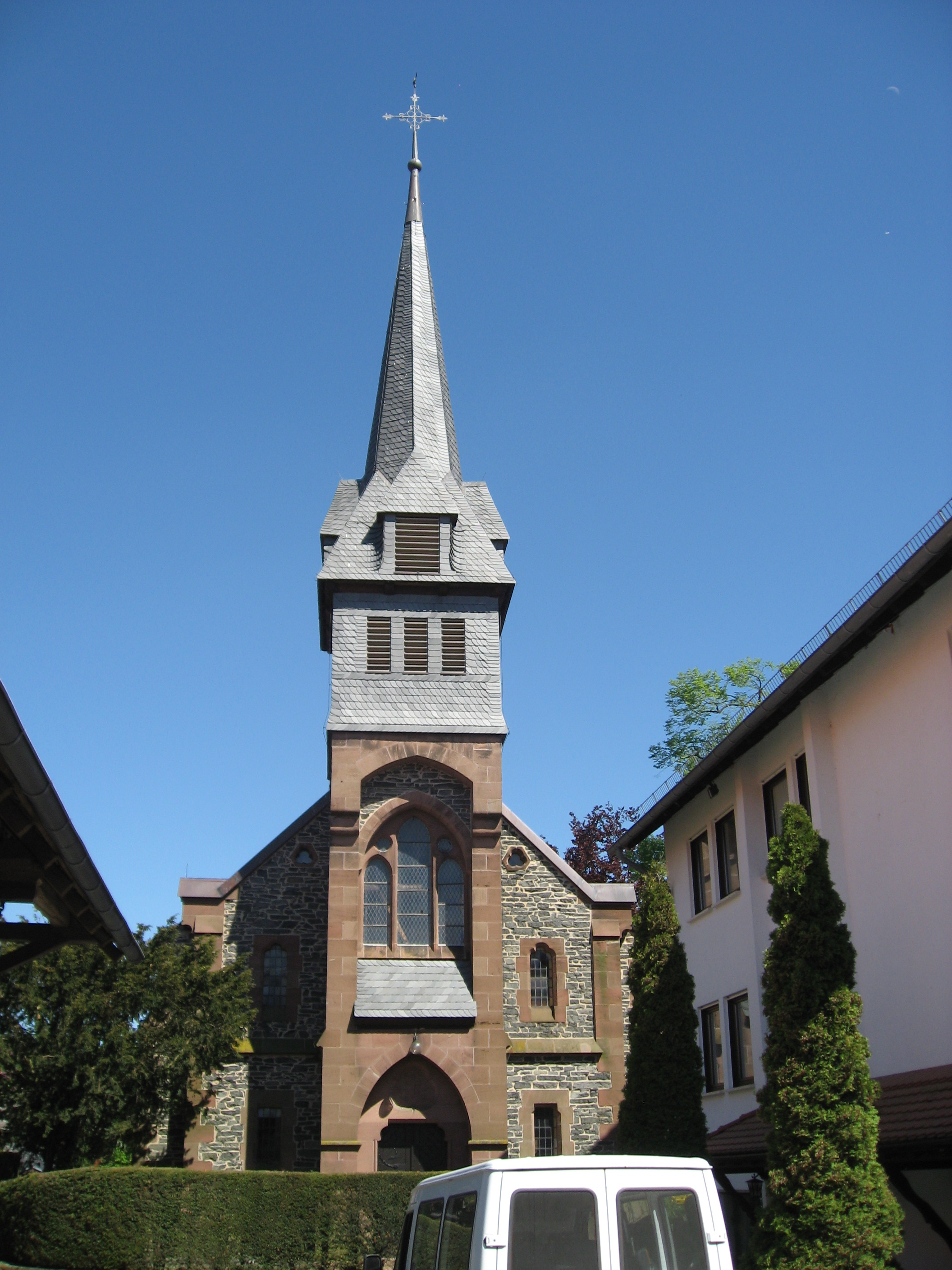
Kirche in Hesserode

Die älteste bekannte Erwähnung von Hesserode erfolgte im Jahr 1123 unter dem Namen „Hasenroth“ in einer Urkunde des Klosters Hasungen.
Zum 1. Februar 1971 wurde der Ort im Zuge der Gebietsreform in Hessen auf freiwilliger Basis in die Gemeinde Gensungen eingemeindet. Diese Gemeinde kam am 1. Januar 1974 kraft Landesgesetz zur Stadt Felsberg, wo Hesserode als Stadtteil eingegliedert wurde. Für die eingegliederten ehemals eigenständigen Gemeinden von Felsberg wurde je ein Ortsbezirk mit Ortsbeirat und Ortsvorsteher nach der Hessischen Gemeindeordnung gebildet.

## Bevölkerung
Einwohnerstruktur 2011
Nach den Erhebungen des Zensus 2011 lebten am Stichtag, dem 9. Mai 2011, in Hesserode 102 Einwohner. Darunter waren 3 (2,9 %) Ausländer. Nach dem Lebensalter waren 9 Einwohner unter 18 Jahren, 27 zwischen 18 und 49, 27 zwischen 50 und 64 und 39 Einwohner waren älter. Die Einwohner lebten in 45 Haushalten. Davon waren 12 Singlehaushalte, 21 Paare ohne Kinder und 9 Paare mit Kindern, sowie 3 Alleinerziehende und keine Wohngemeinschaften. In 18 Haushalten lebten ausschließlich Senioren und in 21 Haushaltungen lebten keine Senioren.
Einwohnerentwicklung
- 1585: 26 Haushaltungen[3]
- 1747: 20 Haushaltungen[3]

| Hesserode: Einwohnerzahlen von 1834 bis 2020 | Hesserode: Einwohnerzahlen von 1834 bis 2020 | Hesserode: Einwohnerzahlen von 1834 bis 2020 | Hesserode: Einwohnerzahlen von 1834 bis 2020 | Hesserode: Einwohnerzahlen von 1834 bis 2020 |
| --- | -------------------------------------------- | -------------------------------------------- | -------------------------------------------- | -------------------------------------------- |
| Jahr |                                              |                                              |                                              | Einwohner                                    |
| 1834 | 1834                                         |                                              | 193                                          | 193                                          |
| 1840 | 1840                                         |                                              | 223                                          | 223                                          |
| 1846 | 1846                                         |                                              | 227                                          | 227                                          |
| 1852 | 1852                                         |                                              | 225                                          | 225                                          |
| 1858 | 1858                                         |                                              | 215                                          | 215                                          |
| 1864 | 1864                                         |                                              | 214                                          | 214                                          |
| 1871 | 1871                                         |                                              | 212                                          | 212                                          |
| 1875 | 1875                                         |                                              | 180                                          | 180                                          |
| 1885 | 1885                                         |                                              | 208                                          | 208                                          |
| 1895 | 1895                                         |                                              | 189                                          | 189                                          |
| 1905 | 1905                                         |                                              | 185                                          | 185                                          |
| 1910 | 1910                                         |                                              | 166                                          | 166                                          |
| 1925 | 1925                                         |                                              | 188                                          | 188                                          |
| 1939 | 1939                                         |                                              | 159                                          | 159                                          |
| 1946 | 1946                                         |                                              | 279                                          | 279                                          |
| 1950 | 1950                                         |                                              | 248                                          | 248                                          |
| 1956 | 1956                                         |                                              | 206                                          | 206                                          |
| 1961 | 1961                                         |                                              | 175                                          | 175                                          |
| 1967 | 1967                                         |                                              | 152                                          | 152                                          |
| 1980 | 1980                                         |                                              | ?                                            | ?                                            |
| 1990 | 1990                                         |                                              | ?                                            | ?                                            |
| 2000 | 2000                                         |                                              | ?                                            | ?                                            |
| 2007 | 2007                                         |                                              | 126                                          | 126                                          |
| 2011 | 2011                                         |                                              | 102                                          | 102                                          |
| 2014 | 2014                                         |                                              | 101                                          | 101                                          |
| 2020 | 2020                                         |                                              | 99                                           | 99                                           |
| Datenquelle: Historisches Gemeindeverzeichnis für Hessen: Die Bevölkerung der Gemeinden 1834 bis 1967. Wiesbaden: Hessisches Statistisches Landesamt, 1968. Weitere Quellen: Stadt Felsberg; Zensus 2011 |                                              |                                              |                                              |                                              |

Historische Religionszugehörigkeit
| • 1885: | 207 evangelische (= 97,98 %), ein katholischer (= 2,02 %) Einwohner |
| • 1961: | 382 evangelische (= 92,00 %), 48 katholische (= 8,00 %) Einwohner   |

## Politik
Für Hesserode besteht ein Ortsbezirk (Gebiete der ehemaligen Gemeinde Hesserode) mit Ortsbeirat und Ortsvorsteher nach der Hessischen Gemeindeordnung.
Der Ortsbeirat besteht aus fünf Mitgliedern. Bei den Kommunalwahlen in Hessen 2021 betrug die Wahlbeteiligung zum Ortsbeirat 71,53 %. Alle Kandidaten gehörten der „Gemeinschaftsliste Hesserode“ an. Der Ortsbeirat wählte Swen Oesterheld zum Ortsvorsteher.

## Verkehr
Durch das Dorf führt die Kreisstraße K 21 von Rockshausen im Südwesten nach Helmshausen im Nordosten, wo sie auf die Landesstraße L 3427 Mosheim-Rhünda stößt. Im Dorf beginnt die nach Osten verlaufende K 32 (im Dorf „Zur Wasserburg“ genannt), die nach etwa 800 m auf die L 3427 nach Mosheim einmündet.

## Persönlichkeiten
Bekanntester Sohn des Dorfs ist der Ökonom und Bankier Georg Coch, der Begründer der Österreichischen Postsparkasse. Er wurde am 11. Februar 1842 in Hesserode geboren und starb am 8. Januar 1890 in Konstantinopel.